# بروس كوكي
بروس كوكي (بالإنجليزية: Bruce Cooke)‏ هو لاعب اتحاد الرغبي أسترالي، ولد في 2 فبراير 1952 في بريزبان في أستراليا.